# Klasslöst samhälle
Ett klasslöst samhälle, är enligt marxistiska teorierna i skriften kommunistiska manifestet ett samhälle som saknar politiska eller ekonomiska samhällsklasser som går i arv. Bland annat många socialister, kommunister och anarkister förespråkar det klasslösa samhället. De som förespråkar det klasslösa samhället anser att staten, kapitalismen och/eller patriarkatet leder till att människan delas in i samhällsklasser där olika mycket makt resulterar i över- och underordning, förtryck, ojämlikhet och orättvisor. Exempel på detta är socialister som anser att arbetare och kapitalägare är klasser i ett kapitalistiskt samhälle och radikala feminister som anser att kvinnor och män är klasser i ett patriarkalt samhälle.